# Avenida Bernardino de Campos
A Avenida Bernardino de Campos é uma avenida da cidade de São Paulo, localizada no bairro do Paraíso, no distrito da Vila Mariana. Ela vai da Avenida Paulista à Rua Vergueiro.

## História
A avenida surgiu em 1916 como Rua Bernardino de Campos. Em 1949 ela recebeu o nome de Avenida Bernardino de Campos. Em 1952 ela ganhou novo trecho que era da Avenida Paulista.